# Stanau
Stanau ist ein Ortsteil der Stadt Neustadt an der Orla  im thüringischen Saale-Orla-Kreis.

## Geografie und Geologie
Stanau liegt nordwestlich von Neustadt an der Orla an der kurvenreichen und Höhenunterschiede überwindenden Landesstraße 1077 in Richtung Stadtroda und Jena über Trockenborn-Wolfersdorf. Diese Straße verbindet auch die anliegenden Orte mit der Bundesstraße 281 zur Bundesautobahn 9 mit Anschluss bei Triptis. Das Dorf, jetzt ein Ortsteil der Stadt Neustadt an der Orla, liegt in einer Senke einer Hochfläche der Saale-Elster-Sandsteinplatte und ist von Wiesen und Feldern und dann von Wald umgeben. Nachbarorte sind südlich Breitenhain und Strößwitz, westlich Trockenborn-Wolfersdorf, nördlich Meusebach und östlich Rattelsdorf.

## Geschichte
Die erste urkundliche Erwähnung des Ortes Stanau (Skanove) stammt aus dem Jahre 1071. Dieses Datum wird auch von Wolfgang Kahl bestätigt. Die Bewohner des Dorfes waren und sind der Landschaftspflege und Nutzung der Natur verbunden.
Am 1. Januar 2019 wurde die Gemeinde Stanau in die Stadt Neustadt an der Orla eingemeindet. Bereits zuvor war Neustadt an der Orla Erfüllende Gemeinde für Stanau.

### Einwohnerentwicklung
Entwicklung der Einwohnerzahl (Stand jeweils 31. Dezember):
| - 1994: 137 - 1995: 149 - 1996: 144 - 1997: 149 - 1998: 151 - 1999: 150 | - 2000: 152 - 2001: 159 - 2002: 158 - 2003: 157 - 2004: 157 - 2005: 153 | - 2006: 146 - 2007: 140 - 2008: 144 - 2009: 141 - 2010: 141 - 2011: 139 | - 2012: 132 - 2013: 130 - 2014: 128 - 2015: 122 - 2016: 119 - 2017: 117 |

Datenquelle: Thüringer Landesamt für Statistik

## Sehenswürdigkeiten
- Dorfkirche Stanau

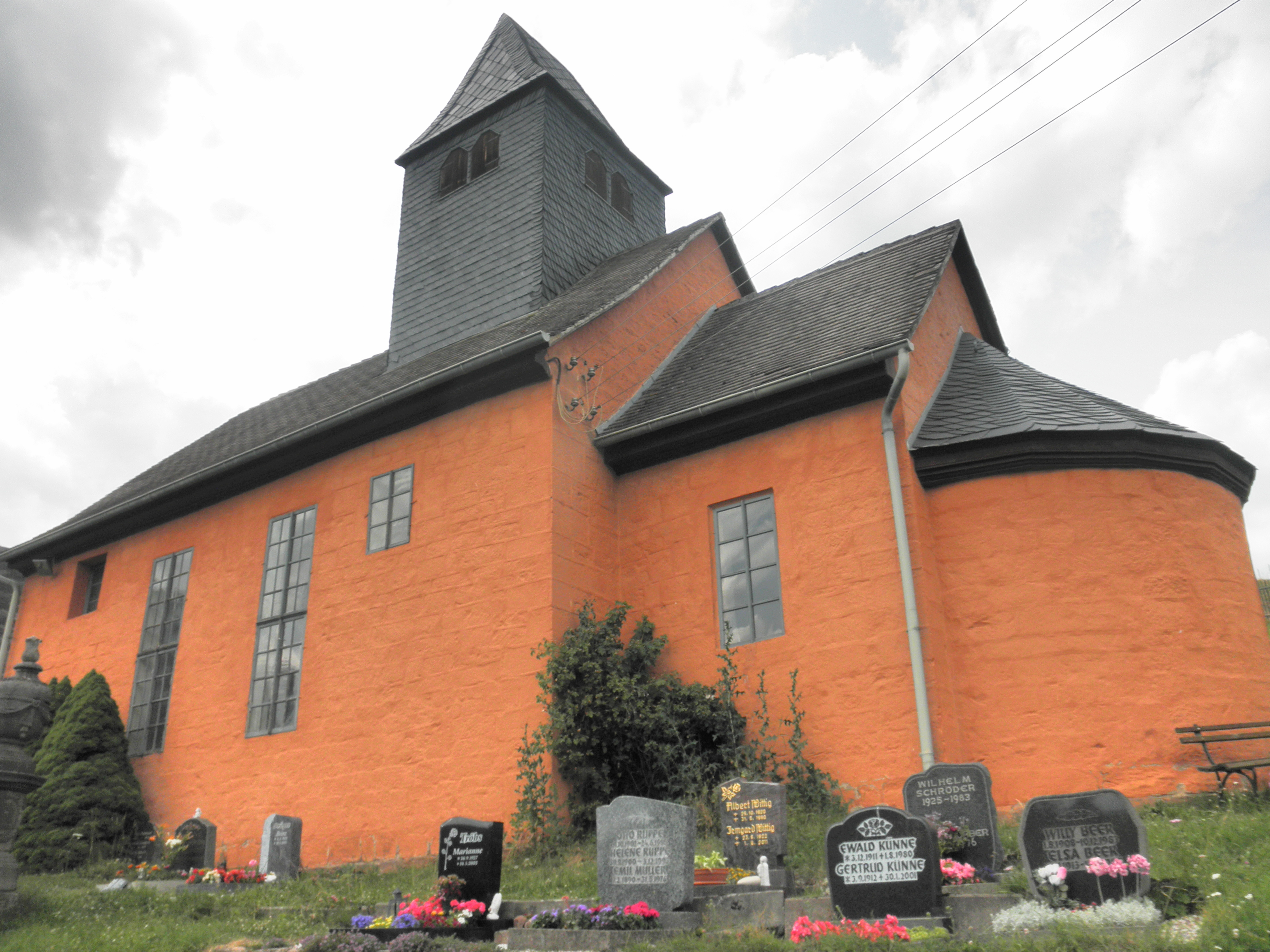
Kirche in Stanau
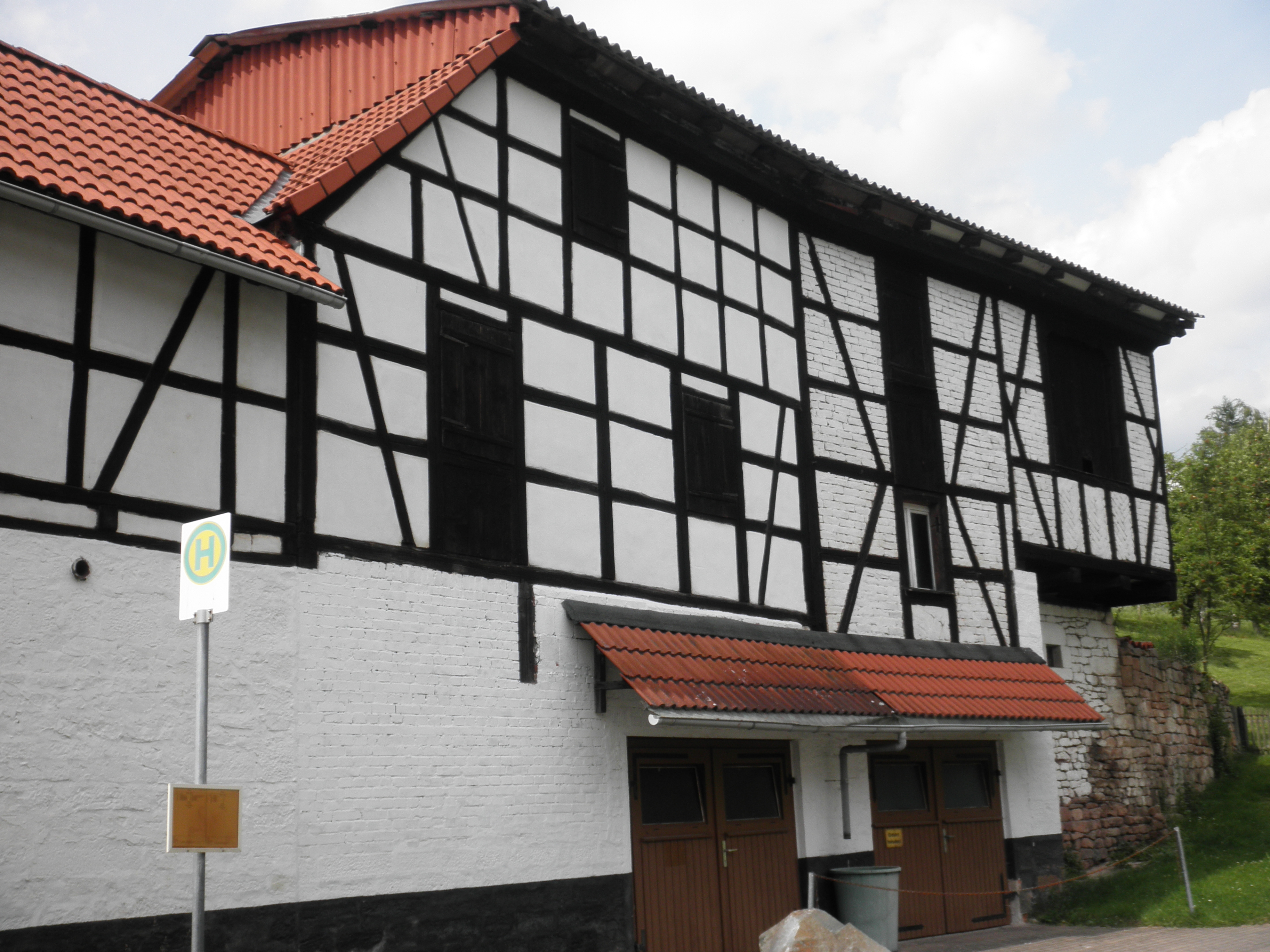
Fachwerkgebäude in Stanau